# Oleksandr Martynenko
Oleksandr Mykolajowytsch Martynenko (ukrainisch Олександр Миколайович Мартиненко; * 22. Juli 1989 in Donezk) ist ein ehemaliger ukrainischer Bahn- und Straßenradrennfahrer.

## Sportliche Laufbahn
Oleksandr Martynenko gewann 2006 bei der Junioren-Bahnradeuropameisterschaft in Athen die Silbermedaille im Punktefahren. Bei der Weltmeisterschaft im belgischen Gent errang er den Titel.
Von 2008 an bis zu seinem Karriereende fuhr Martynenko für das ukrainische Continental Team ISD-Sport Donetsk. Im selben Jahr wurde er ukrainischer Meister im Scratch auf der Bahn. 2011 gewann er zwei Etappen des Grand Prix of Adygeya sowie den Grand Prix of Moscow. 2013 beendete er seine Radsportlaufbahn.

## Erfolge

### Bahn
2006
- Junioren-Weltmeister – Punktefahren
- Junioren-Europameisterschaft – Punktefahren

2008
- Ukrainischer Meister – Scratch

### Straße
2011
- zwei Etappen Grand Prix of Adygeya
- Grand Prix of Moscow